# Pubchem

PubChems logotyp

PubChem är en databas, som tillhandahålls av National Center for Biotechnology Information. Den innehåller information om ett mycket stort antal kända kemiska föreningar och dessas biologiska verkningar. Det är vanligt att man refererar till ett ämnes PubChem-nummer i vetenskapliga, eller andra seriösa sammanhang. 